# Europameisterschaften 1921
Als Europameisterschaft 1921 oder EM 1921 bezeichnet man folgende Europameisterschaften, die im Jahr 1921 stattfanden:
- Eishockey-Europameisterschaft 1921
- Ringer-Europameisterschaften 1921
- Ruder-Europameisterschaften 1921